# Moyna Macgill
Moyna Macgill (nacida Charlotte Lillian McIldowie; 10 de diciembre de 1895 – 25 de noviembre de 1975) fue una actriz escocesa-irlandesa de Belfast y madre de la actriz Angela Lansbury y de los productores Edgar y Bruce Lansbury. En 2020, fue incluida en el número 35 de la lista de los mejores actores de cine de Irlanda publicada por The Irish Times.

## Primeros años
Nacida como Charlotte Lillian McIldowie en el 42 Eglantine Avenue, en el sur de Belfast, era hija de William McIldowie y Elizabeth Jane (de soltera Mageean). Su padre era un acaudalado solicitor de ascendencia escocesa que era director de la Gran ópera de Belfast, cargo que despertó su interés por el teatro.[cita requerida]

## Carrera
Cuando era adolescente, el director y productor George Pearson se fijó en ella cuando viajaba en el metro de Londres y la contrató para participar en varias de sus películas. En 1918, debutó en el teatro en la obra Love is a Cottage, en el Globe Theatre de los teatros de West End. Animada por Sir Gerald du Maurier a cambiar su nombre por el de Moyna Macgill (que invariablemente se escribía mal como "MacGill" o "McGill", y al menos en una ocasión, en la película Texas, Brooklyn & Heaven, como "Magill"), se convirtió en una actriz destacada de la época, apareciendo en comedias ligeras, melodramas y clásicos junto a Herbert Marshall, John Gielgud y Basil Rathbone, entre otros.
Macgill, de veintiséis años, estaba casada y tenía una hija de tres años, Isolde (que más tarde se casó con Sir Peter Ustinov), cuando inició una relación sentimental con Edgar Lansbury, un político socialista, hijo del diputado laborista y líder de la oposición George Lansbury. Su esposo, el actor Reginald Denham, nombró a Lansbury codemandado cuando presentó la demanda de divorcio. Un año después de que finalizara, Macgill y Lansbury se casaron y se instalaron con Isolde en un piso con jardín en el Regent's Park londinense.

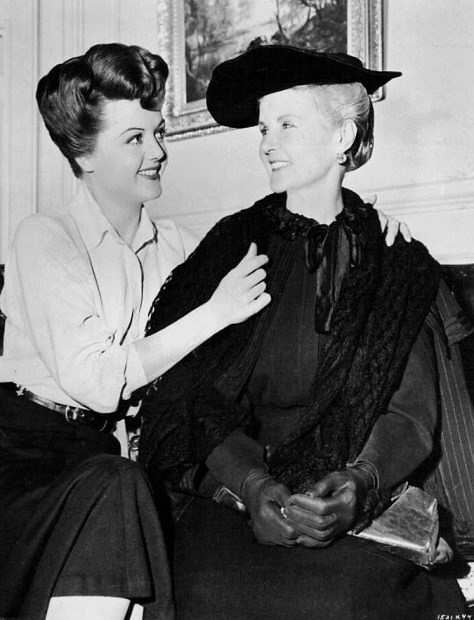
con su hija Angela Lansbury (1951)

Macgill dejó de lado temporalmente su carrera tras el nacimiento de su hija Angela y sus hijos gemelos Edgar, Jr. y Bruce (ambos llegaron a ser productores de Broadway, pero Bruce es más conocido por su trabajo en televisión, como en las series The Wild Wild West, Mission: Imposible, y Murder, She Wrote, de su hermana), aunque la música y el baile eran frecuentes en su educación. Cuando se mudaron a una casa más grande en los suburbios de Mill Hill, ella convirtió su hogar en un salón de actores, escritores, directores, músicos y artistas, todos los cuales dejaron huella en la joven Angela y fueron decisivos para orientar sus intereses hacia la interpretación.

## Familia
MacGill nació como Charlotte Lilian McIldowie en Belfast el 10 de diciembre de 1895, hija de William McIldowie (solicitor) y Elizabeth Jane McIldowie (de soltera Mageean), del 42 Eglantine Avenue.
La hija de MacGill, Angela Lansbury, después de haber participado en varios musicales desde 1940 hasta la década de 1960, se convertiría en una popular actriz de teatro y cine por derecho propio, protagonizando la longeva serie de televisión Murder, She Wrote.
En 1935, Edgar Lansbury murió de cáncer de estómago, un año después de publicar una biografía de su padre George. Macgill inició un romance con el escocés Leckie Forbes, antiguo coronel del ejército británico en la India. Ambos trasladaron a sus respectivas familias a una casa en Hampstead, pero Macgill pronto descubrió que la carrera militar de Forbes le había convertido en un disciplinario acérrimo que gobernaba el hogar como un tirano.
Cuando se le presentó la oportunidad de llevarse a sus hijos a Estados Unidos, justo antes del blitz, se los llevó al amparo de la noche. Nunca volvió a hablar con Forbes. En Nueva York, Macgill no pudo trabajar ni en el cine ni en el teatro, al carecer de visado de trabajo, y se dedicó a presentar lecturas dramáticas en colegios privados para obtener ingresos.
En 1942, la invitaron a unirse a una compañía que ensayaba Tonight at 8.30, de Noël Coward, para una producción itinerante destinada a recaudar fondos para la Real Fuerza Aérea Canadiense. Aceptó y, cuando la compañía terminó la representación en Vancouver, se dirigió a Hollywood en busca de trabajo. Pronto mandó llamar a Angela y, finalmente, las gemelas y la familia se instalaron en Laurel Canyon.

## Carrera en Hollywood
Su carrera en Hollywood consistió principalmente en pequeños papeles en el cine y la televisión. Entre sus películas más destacadas figuran Frenchman's Creek y The Picture of Dorian Gray (coprotagonizada por su hija Angela). Más tarde apareció como invitada en series de televisión como Studio One, The Twilight Zone, Dr. Kildare, Mister Ed y My Favorite Martian.

## Muerte
Murió de cáncer de esófago en Los Ángeles, a los 79 años.

## Papeles

### Cine

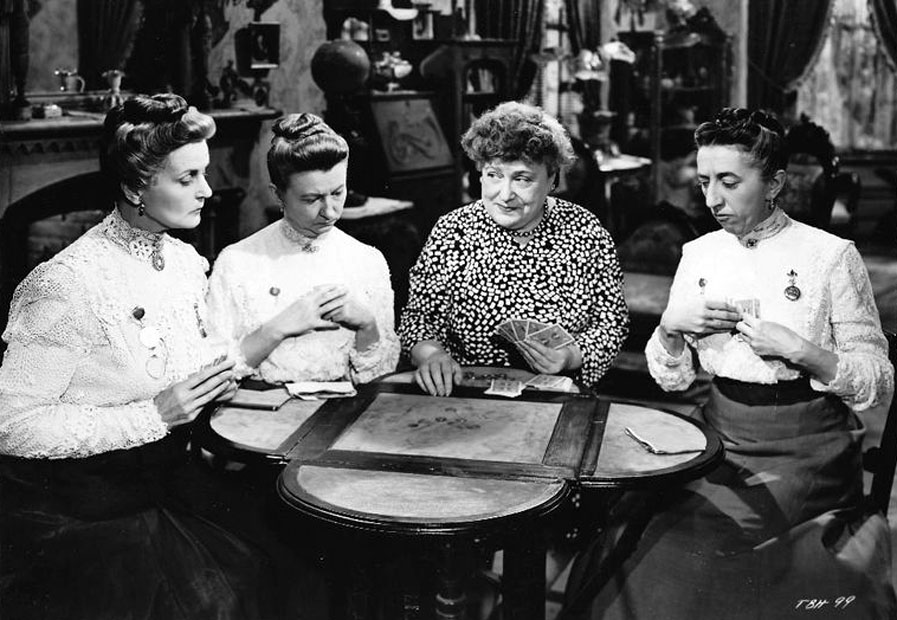
Moyna MacGill, Irene Ryan, Florence Bates y Margaret Hamilton, en Texas, Brooklyn & Heaven (1948)

| Año  | Título                            | Papel                      | Notas                                        |
| ---- | --------------------------------- | -------------------------- | -------------------------------------------- |
| 1920 | Garryowen                         | Violet Grimshaw            |                                              |
| 1920 | Nothing Else Matters              | Margery Rose               |                                              |
| 1923 | Should a Doctor Tell?             | Mujer en el perchero       |                                              |
| 1924 | Miriam Rozella                    | Miriam Rozella             |                                              |
| 1928 | Pygmalion                         | Mujer espectadora          | sin acreditar                                |
| 1943 | Forever and a Day                 | Mujer en refugio antiaéreo | sin acreditar                                |
| 1943 | Jane Eyre                         | viuda                      | sin acreditar                                |
| 1944 | The Uninvited                     | Mrs. Coatsworthy           | sin acreditar                                |
| 1944 | Frenchman's Creek                 | Lady Godolphin             |                                              |
| 1944 | National Velvet                   | Mujer                      | sin acreditar                                |
| 1944 | Winged Victory                    | Mrs. Gardner               | sin acreditar                                |
| 1945 | The Picture of Dorian Gray        | duquesa                    |                                              |
| 1945 | The Clock                         | Luncheonette Lady          | sin acreditar                                |
| 1945 | The Strange Affair of Uncle Harry | Hester Quincy              |                                              |
| 1945 | The Sailor Takes a Wife           | Mujer iracunda             | sin acreditar                                |
| 1946 | Black Beauty                      | Mrs. Blake                 |                                              |
| 1947 | Green Dolphin Street              | Mrs. Metivier              |                                              |
| 1948 | Three Daring Daughters            | Mrs. Smith                 |                                              |
| 1948 | Texas, Brooklyn & Heaven          | Pearl Cheever              |                                              |
| 1949 | Private Angelo                    | Marchesa Dolce             |                                              |
| 1951 | Kind Lady                         | Mrs. Harkley               |                                              |
| 1951 | Bride of the Gorilla              | Mme. Van Heusen            |                                              |
| 1952 | Les Misérables                    | Monja                      | sin acreditar                                |
| 1964 | The Unsinkable Molly Brown        | Lady Prindale              | sin acreditar                                |
| 1964 | My Fair Lady                      | Lady Boxington             | sin acreditar (último papel cinematográfico) |

### Teatro
- The Way (1928)[6]